# Andringitra seyrigii
Andringitra seyrigii är en malvaväxtart som först beskrevs av Arènes, och fick sitt nu gällande namn av Skema. Andringitra seyrigii ingår i släktet Andringitra och familjen malvaväxter. Inga underarter finns listade i Catalogue of Life.